# Узконосые обезьяны
Узконо́сые обезья́ны, или обезья́ны Ста́рого Све́та (лат. Catarrhini), — парвотряд (лат. parvus — «малый, маленький») приматов. Вместе с широконосыми обезьянами (обезьянами Нового Света) входят в инфраотряд обезьянообразные, а с долгопятами образуют подотряд сухоносых приматов.
Среди узконосых выделяют три главные группы:
- парапитековые (Parapithecoidea) — полностью вымершая группа узконосых обезьян;
- мартышковые (Cercopithecoidea) — обширная группа узконосых приматов, обитающих в Африке, Азии и Европе (Гибралтар);
- гоминоиды (Hominoidea) — высшие обезьяны (в том числе человек).
  - гиббоновые (Hylobatidae) — малые гоминоиды, 20 азиатских видов.
  - гоминиды (Hominidae) — большие гоминоиды и люди, 4 рода (ранее рассматривавшиеся как отдельные виды) и 8 видов. Орангутаны живут в Юго-Восточной Азии, гориллы и шимпанзе — в Центральной Африке, человек разумный распространён повсеместно.

Все узконосые — дневные животные. Для всех характерна сложная социальная организация. Почти все узконосые, исключая толстотелов, имеют узкую носовую перегородку, и ноздри у них обращены вниз. Размеры тела колеблются в пределах от 35 см (карликовая мартышка) до 175 см (горилла). Головной мозг хорошо развит. Зубов 32. Приматы в основном питаются смешанной пищей с преобладанием растительной, реже — насекомоядны. В связи со смешанным питанием желудок у них простой. Зубов четыре типа — резцы, клыки, малые (премоляры) и большие (моляры) коренные; моляры с 3—5 бугорками. У приматов происходит полная смена зубов — молочные и постоянные. Имеются горловые мешки. Хвост у большинства длинный, но он никогда не используется для хватания. У некоторых представителей (лапундер, мандрил) хвост короткий или отсутствует (магот, человекообразные обезьяны).
У большинства видов клыки растут всю жизнь и самозатачиваются друг о друга — они используются как оружие. У групп узконосых, которым в результате изменения социальной организации самцам не требуется физическое превосходство для того, чтобы добиться самок и/или территории (маготы, бонобо, люди), клыки уменьшились.
Узконосые приматы обладают хорошо развитой пятипалой, хватательной конечностью, приспособленной к лазанью по ветвям деревьев. Для всех приматов характерно наличие ключицы и полное разделение лучевой и локтевой костей, что обеспечивает подвижность и разнообразие движений передней конечности. Большой палец подвижен и у многих видов может противопоставляться остальным пальцам. Концевые фаланги пальцев снабжены ногтями. У тех форм приматов, которые обладают когтевидными ногтями или имеют коготь на отдельных пальцах, большой палец всегда несёт плоский ноготь. Волосяной покров и отдельные участки кожи иногда ярко окрашены. У низших узконосых обезьян имеются защёчные мешки и седалищные мозоли.
Распространены в Африке и Азии (на Аравийском полуострове, в Южной и Юго-Восточной Азии, Китае, Японии). Один вид узконосых обезьян, магот, встречается даже в Европе (Гибралтар). Обезьяны расселились по всей планете. Живут стадами или семейными группами.

## Хронограмма

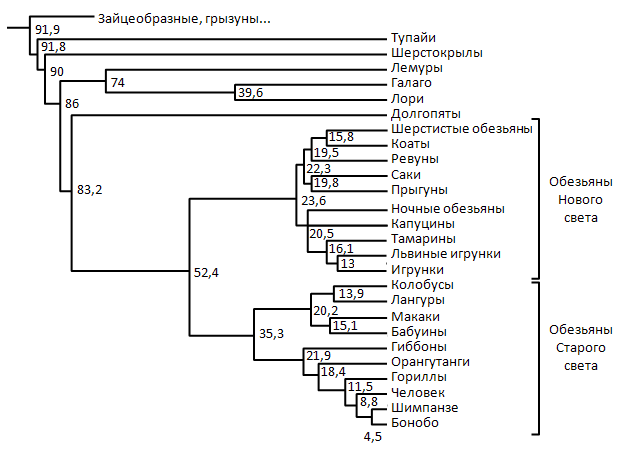
Филогенетическое дерево приматов (хронограмма). Цифры показывают ориентировочное время расхождения филогенетических групп (млн лет) по данным молекулярной филогенетики (http://www.onezoom.org/). Показаны также родственные приматам тупайи и шерстокрылы.